# Miroslav Grčev
Miroslav Grčev (mazedonisch Мирослав Грчев; * 1955 in Skopje, jugoslawische Volksrepublik Mazedonien) ist ein nordmazedonischer Architekt, Grafikdesigner, Comiczeichner, Karikaturist und Dozent. Er ist dafür bekannt, die aktuelle Flagge Nordmazedoniens und einen populären Vorschlag für ein neues Wappen Nordmazedoniens entworfen zu haben.
Grčev wurde in Skopje in der jugoslawischen Volksrepublik Mazedonien (heute Hauptstadt Nordmazedoniens) geboren und begann Mitte der 1970er Jahre, sich für Grafikdesign zu interessieren, als er an der Gestaltung von Schallplatten arbeitete. 1979 schloss Grčev sein Studium an der Fakultät für Architektur an der Universität Skopje ab. Heute lehrt er als Professor für Stadtplanung an der Fakultät für Architektur seiner Alma Mater.
Grčev entwarf das Design der aktuellen Flagge Nordmazedoniens, das im Oktober 1995 offiziell angenommen wurde. Er ist weiter Autor eines detaillierten Entwicklungsplans für das Zentrum von Skopje (1994, zusammen mit Vladko Korobar), Architekt mehrerer offizieller Gebäude, darunter die Botschaft der Niederlande und die Residenz des US-Botschafters in Skopje. Er zeichnet auch Cartoons und Illustrationen.
Miroslav Grčev war von 1996 bis 2000 Bürgermeister der Hauptstadtgemeinde Centar, gewählt von der Liste der Sozialdemokratischen Liga Mazedoniens. Er ist einer der schärfsten bekannten Kritiker der Identitätspolitik der Antiquisierung und des damit verbundenen Projektes Skopje 2014, das die nordmazedonischen Regierungen nach 2006 im Zentrum der nordmazedonischen Hauptstadt durchgeführt haben. Darüber hinaus wird er kritisiert für seine These, dass der nordmazedonische Staat am Ende des Zweiten Weltkriegs künstlich innerhalb des sozialistischen Jugoslawien geschaffen wurde und erst dadurch sich die mazedonische Nation, die mazedonische Kultur, die mazedonische Sprache und alle mazedonischen Symbole emanzipiert haben. Damit stellt er als einer der wenigen die vorherrschenden Thesen der nordmazedonischen Historiographie in Frage.
Am 26. Dezember 2014 stellte er seine zwischen 2006 und 2014 erschienene Artikel als Sammelband unter dem Titel „Името на злото“ („Der Name des Bösen“) vor.